# Comostola nereidaria
Comostola nereidaria är en fjärilsart som beskrevs av Pieter Cornelius Tobias Snellen 1881. Comostola nereidaria ingår i släktet Comostola och familjen mätare. Inga underarter finns listade i Catalogue of Life.